# Battle of Britain (videogioco 1985)
Battle of Britain è un videogioco sulla Battaglia d'Inghilterra pubblicato tra il 1985 e il 1986 per Amstrad CPC, Commodore 64 e ZX Spectrum dalla Personal Software Services, all'interno della collana Wargamers. Si tratta di un videogioco strategico in tempo reale giocabile solo dal punto di vista del comando aereo del Regno Unito, con sequenze di combattimento sparatutto opzionali.
Il Gruppo Editoriale Jackson ne pubblicò anche un'edizione tradotta in italiano con regolare licenza.

## Modalità di gioco
Il giocatore controlla la Royal Air Force nella difesa della patria dagli attacchi aerei della Luftwaffe. Si possono affrontare tre scenari: un allenamento facile corrispondente a un solo giorno di battaglia, un blitzkrieg di un solo giorno con attacchi molto intensi, o una campagna di 30 giorni simile alla vera battaglia storica. Il gioco avviene in tempo reale, con lo scorrere delle giornate accelerato; la campagna può essere giocata a tre diverse velocità.
La schermata di gioco principale mostra una mappa fissa della parte meridionale della Gran Bretagna con un piccolo lembo di Francia. Sul suolo britannico ci sono nove aeroporti e molte città e stazioni radar, rappresentati da simboli. Dai bordi della mappa iniziano presto ad arrivare le squadriglie tedesche, rappresentate da croci (Balkenkreuz), mentre le squadriglie del giocatore, visibili solo quando sono in volo, sono rappresentate da coccarde della RAF. Le unità si spostano in tempo reale su una griglia invisibile di caselle quadrate. In alto è presente un'area per messaggi di testo e indicazione di data e ora. 
Muovendo un cursore si possono ottenere informazioni sui vari oggetti passandoci sopra, e selezionare aeroporti e squadriglie per impartire ordini. Passando su una squadriglia appare una finestrella che riporta numero di caccia, numero di bombardieri (solo per Luftwaffe), carburante e munizioni (solo per RAF) e numero totale di aerei (solo per Luftwaffe, quando la squadriglia è sul mare e i radar non riescono a distinguere il tipo).
Il giocatore dispone di 18 squadriglie di fino a 15 aerei ciascuno. Ogni squadriglia può essere di Spitfire o di Hurricane, con prestazioni differenti. Quando si seleziona un aeroporto appare una schermata di testo con le sue condizioni e le squadriglie presenti (fino a 4). Il giocatore può ordinare di farne decollare una, che comparirà poco dopo sulla mappa. Alle squadriglie in volo si può quindi ordinare con il cursore di spostarsi verso una certa casella per cercare di intercettare i tedeschi. Sulla mappa può stare una sola squadriglia per casella, e se un nemico si trova in una casella adiacente avviene un combattimento.
Occorre tener conto anche di carburante e munizioni di ciascuna squadriglia. Quando rimane poco carburante il simbolo della coccarda perde il cerchio centrale; esaurirlo del tutto porta alla perdita totale della squadriglia se si trova in mare, o temporanea se si trova sul suolo britannico. Le munizioni bastano sempre per una sola battaglia e viene indicata solo la loro presenza o assenza. Carburante e munizioni si riforniscono tornando in uno degli aeroporti. Gli aeroporti hanno anche un clima locale variabile: la nebbia può impedire i decolli e i temporali rallentano i rifornimenti.
I tedeschi possono attaccare tutte le strutture di terra, con vari effetti. Gli aeroporti possono diventare del tutto inoperativi o avere solo le piste danneggiate, nel qual caso si rischiano danni agli aerei che atterrano. I radar distrutti non consentono più di vedere i nemici nel corrispondente settore di mare, finché non raggiungono la terra o li avvista una squadriglia; premendo un tasto si possono visualizzare tutte le zone di mare attualmente coperte. Le città bombardate riducono il morale e il punteggio finale.
Alla fine della giornata si riceve un resoconto della situazione e una valutazione percentuale della propria abilità. Nello scenario campagna, dopo ogni giornata si ricevono dei rinforzi che il giocatore può distribuire tra le varie squadriglie, tuttavia la qualità dei nuovi piloti diventa sempre più bassa. A fine giornata si può anche salvare la partita.

### Combattimenti
In tutti gli scenari, a inizio partita si può scegliere se abilitare i combattimenti manuali o lasciar determinare i risultati dei singoli scontri al computer.
Se sono stati abilitati i combattimenti manuali, le unità attualmente coinvolte lampeggiano sulla mappa e il giocatore può scegliere quali attacchi giocare a mano e quali lasciare comunque alla risoluzione automatica. Ci sono due tipi di sequenze opzionali:
- Combattimento tra due squadriglie: si pilota uno dei caccia con visuale in prima persona, con i semplici controlli direzionali e le mitragliatrici, e si devono inseguire e colpire caccia e bombardieri. Il proprio caccia può essere abbattuto quando appare un nemico che lo insegue nello specchietto retrovisore.
- Artiglieria contraerea (non presente nella versione ZX Spectrum): quando i tedeschi attaccano un bersaglio di terra il giocatore deve cercare di abbatterli in uno sparatutto a schermata fissa con un mirino.

In entrambi i casi l'azione ha una durata limitata e il risultato dello scontro sarà proporzionale ai velivoli abbattuti dal giocatore, ma dipenderà comunque anche dalla forza delle squadriglie.